# Marine Life Park
El Marine Life Park es parte de Resorts World Sentosa, Sentosa, situado en el sur de Singapur . El parque de 8 hectáreas (20 acres) alberga dos atracciones, el SEA Aquarium y el Adventure Cove Waterpark, y contó con el oceanario más grande del mundo de 2012 a 2014, hasta que fue superado por Chimelong Ocean Kingdom .

## Acuario de mar
El SEA Aquarium (Acuario del Sudeste Asiático) fue el acuario más grande del mundo por volumen total de agua hasta que fue superado por Chimelong Ocean Kingdom en Hengqin, China. Contiene un total de 45 000 000 litros (11 887 741,7 galAm) de agua para más de 100.000 animales marinos de más de 800 especies. El acuario comprende 10 zonas con 49 hábitats. La pieza central del acuario es el tanque Open Ocean con más de 18 000 000 L (4 755 096,7 galAm) y 50.000 animales. Hasta 2014, cuando fue eclipsado por el Reino del Océano Chimelong de China, tenía el panel de visualización más grande del mundo, 36 metros (39,4 yd) de ancho y 8,3 metros (9,1 yd) de altura, que pretende dar a los visitantes la sensación de estar en el fondo del océano. También tienen un grupo de conservación llamado Guardianes del SEAA, que apoya los esfuerzos de investigación, educación y participación pública para proteger el medio ambiente marino. SEA Aquarium cambiará su nombre a Singapore Oceanarium en 2024 cuando se espera que la construcción de una extensión se complete ese mismo año.
Las principales atracciones incluyen:
| Nombre                         | Descripción |
| ------------------------------ | --- |
| ¡Náufrago!                     | Comprende peces marinos como la raya cola de milano manchada de negro, el pez guitarra de boca de arco, el pámpano chato y el tiburón cebra alojados en un naufragio que se hunde debajo de un Estrecho de Karimata simulado en el lado inferior oriental de Sumatra . Fuera del tanque del túnel hay un tanque de piso que incluye al tiburón bambú de bandas marrones y almejas gigantes estriadas . Aunque el acuario solo tiene tiburones cebra hembras, dos cachorros llamados Vanda y Hope nacieron en 2016 y 2021 respectivamente a través de la partenogénesis, un fenómeno raro observado recientemente en los tiburones cebra. |
| Escuela de peces               | La pieza central de esta área es el Coral Garden, un tanque cilíndrico con un arrecife de coral artificial y una gran variedad de peces de arrecife de coral como el pez payaso, el pez napoleón y muchos más. También hay un par de tanques de caballitos de mar . Los peces de agua dulce como el caimán y el pez espátula americano también se encuentran cerca. |
| Diversidad del océano          | Permite la interacción cara a cara con los delfines nariz de botella del Indo-Pacífico . También es el hogar del pulpo gigante del Pacífico, el cangrejo gigante de Tasmania, el pavo cebra y muchas especies diferentes de medusas . |
| Mar abierto                    | El mar abierto es un gran hogar para cientos de peces, como el mero gigante, la raya nariz de vaca de Java, la raya látigo leopardo, la barracuda de mango de pico y las mantarrayas de arrecife . |
| Adaptaciones peculiares        | Esta galería muestra a los visitantes las diversas adaptaciones que tienen muchas especies diferentes de peces para sobrevivir. Los peces que se alojan aquí incluyen el pez soldado, el pez loro jorobado, el pez elefante, la vieja esposa, la payara, el pez ángel reina, el dragón marino y la anguila lobo . |
| Ciudad submarina               | La mayoría de los corales vivos se mantienen en estos tanques con 100 especies de corales duros y 20 especies de corales blandos junto con muchos peces como el cirujano azul real y la morena gigante . |
| Apex depredadores de los mares | Los visitantes caminan a través de un túnel que les permite ver varias especies de tiburones, como el tiburón punta negra, el tiburón toro, el tiburón martillo festoneado, el tiburón nodriza leonado y el tiburón punta blanca . |
| Ecosistemas Acuáticos          | La galería final en el acuario, presenta Discovery Touch Pool, que permite a los visitantes tocar tiburones charretera, estrellas de mar con chispas de chocolate, estrellas quebradizas verdes y pepinos de mar negros . Varias especies de ranas venenosas también se encuentran aquí. |

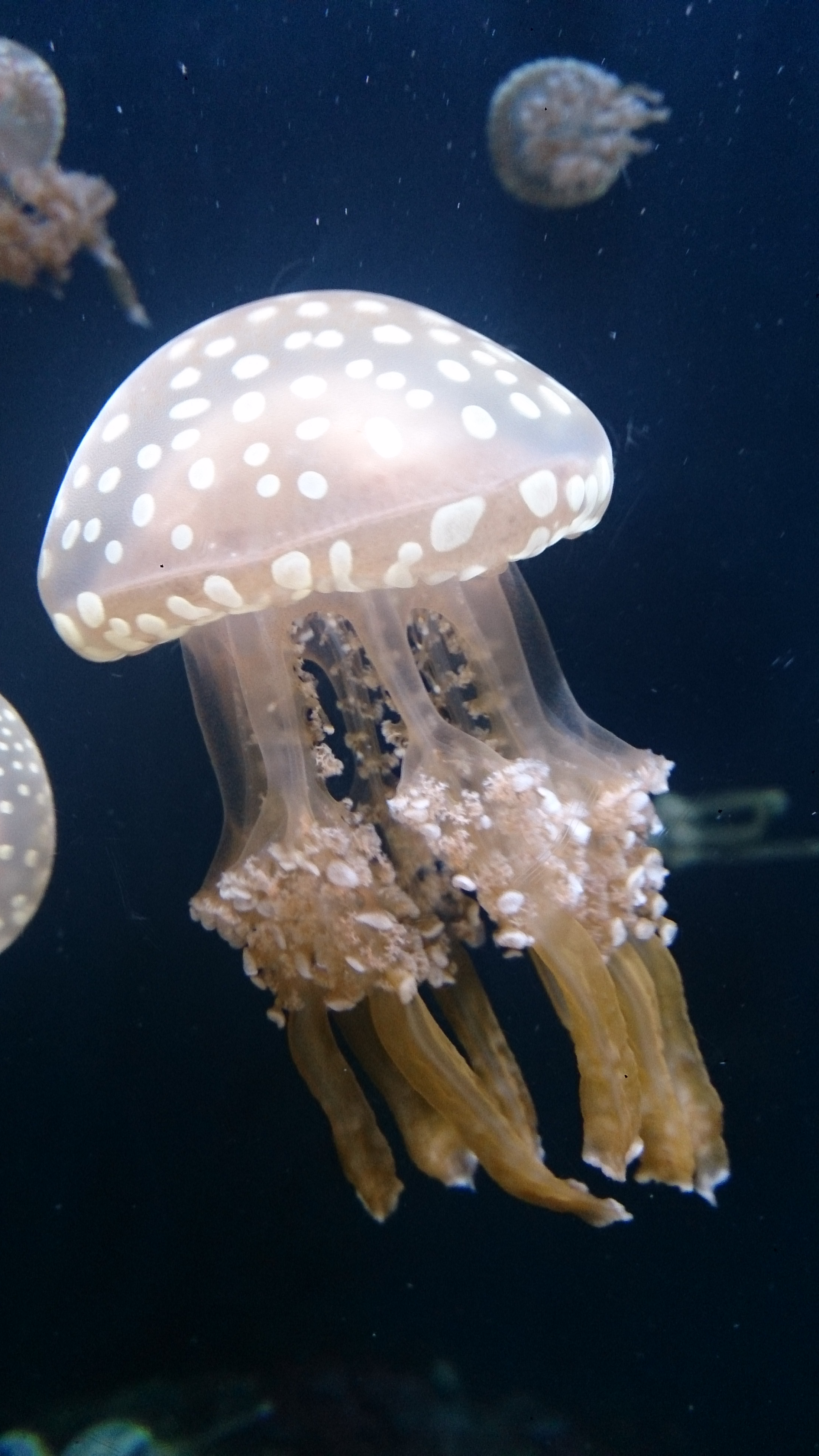
Medusa de manchas blancas

Se puede cenar en el Ocean Restaurant by Cat Cora y en el SEA Side Snacks.

### Compras
La captura de delfines salvajes de las Islas Salomón y su alojamiento en Subic Bay, Filipinas, fue controvertida. Los grupos de derechos de los animales presentaron una demanda por los derechos civiles y el tribunal de Quezon City emitió una orden de protección ambiental temporal de 72 horas para bloquear la reexportación de los delfines al Marine Life Park el 14 de octubre de 2012. RWS reiteró que la adquisición por parte del resort de los 25 delfines nariz de botella del Indo-Pacífico se adhirió a las regulaciones regidas por el Programa de las Naciones Unidas para el Medio Ambiente en virtud de la Convención sobre el Comercio Internacional de Especies Amenazadas de Fauna y Flora Silvestres. Tras otro recurso, se prorrogó temporalmente el bloqueo a la reexportación de delfines. Al expirar la orden de bloqueo, los delfines se exportaron posteriormente mientras la apelación judicial estaba en curso. Uno de los delfines, Wen Wen, murió en el vuelo a Singapur, convirtiéndose en el tercer delfín en morir antes de la apertura de la sección de la Isla de los Delfines dentro del parque.

## Parque acuático Adventure Cove
El parque acuático Adventure Cove ( simplified Chinese      ) está situado en el sur de Singapur . El parque cuenta con siete toboganes de agua, incluida la primera montaña rusa hidromagnética de la región, Riptide Rocket. También cuenta con piscinas como Bluwater Bay, una piscina de olas y el río Adventure. Los 620 metros (678 yd), uno de los ríos perezosos más largos del mundo, tiene 13 escenas temáticas de selvas tropicales, grutas, un acuario envolvente y más.

### Paseos y atracciones
Los paseos y atracciones incluyen:
| Tipo                           | Nombre                         | Descripción |
| ------------------------------ | ------------------------------ | --- |
| Emocionantes toboganes de agua | corredor de duelo              | Consiste en dos toboganes de agua verticales que permiten que dos ciclistas corran por el tobogán a la vez acostados sobre una colchoneta.                             |
| Emocionantes toboganes de agua | Caída de tubería               | Un tobogán con forma de tubo que permite que dos ciclistas se deslicen juntos en un flotador.                                                                          |
| Emocionantes toboganes de agua | Cohete Riptide                 | La primera montaña rusa hidromagnética del sudeste asiático, que proporciona subidas fuertes y caídas empinadas y giros impactantes para dos pasajeros en un flotador. |
| Emocionantes toboganes de agua | Lavado en espiral              | Tobogán en forma de embudo que se adapta a dos pasajeros en un flotador.                                                                                               |
| Emocionantes toboganes de agua | salpicadura                    | Al igual que una carrera de obstáculos múltiples, Splashworks consta de vigas de equilibrio, cuerdas flojas, redes de carga y saltos de plataforma desde acantilados . |
| Emocionantes toboganes de agua | Torbellino de mareas           | Deslízate con giros y vueltas impredecibles, para dos pasajeros en un flotador.                                                                                        |
| Emocionantes toboganes de agua | Lavado de hidromasaje          | En un flotador, los pasajeros se deslizan por el paseo en giros, vueltas y caídas. Al final del tobogán, las personas estarán mirando hacia atrás.                     |
| Experiencia inmersiva          | bahía de rayos                 | Un encuentro cercano con las rayas. Se aplican cargos adicionales. |
| Experiencia inmersiva          | arrecife arcoíris              | Snorkel entre arrecifes y 20.000 peces tropicales de cuatro especies diferentes.                                                                                       |
| Diversión para niños           | río aventura                   | Flota en un tubo a través de 14 hábitats alrededor del parque acuático. Los hábitats incluyen una gruta, una laguna de delfines y una bahía de rayas.                  |
| Diversión para niños           | Gran cubo en la casa del árbol | Un parque acuático con mini toboganes y baldes llenos de agua que se vuelcan.                                                                                          |
| Diversión para niños           | Bahía Bluwater                 | Cabalga las olas en una piscina gigante. |
| Diversión para niños           | Escondite de caballitos de mar | Piscina poco profunda para niños con fuentes. |

### Comida
El restaurante Bay sirve platos locales y delicias asiáticas y occidentales. La cena  está situada en una terraza con vista al parque acuático.

### Compras
Reef 'n Wave Wear es un destino único para comprar ropa de baño, regalos y recuerdos.

## Transporte
Se puede acceder al parque por MRT (a través de Sentosa Express ), autobús, automóvil y a pie.

## Galería

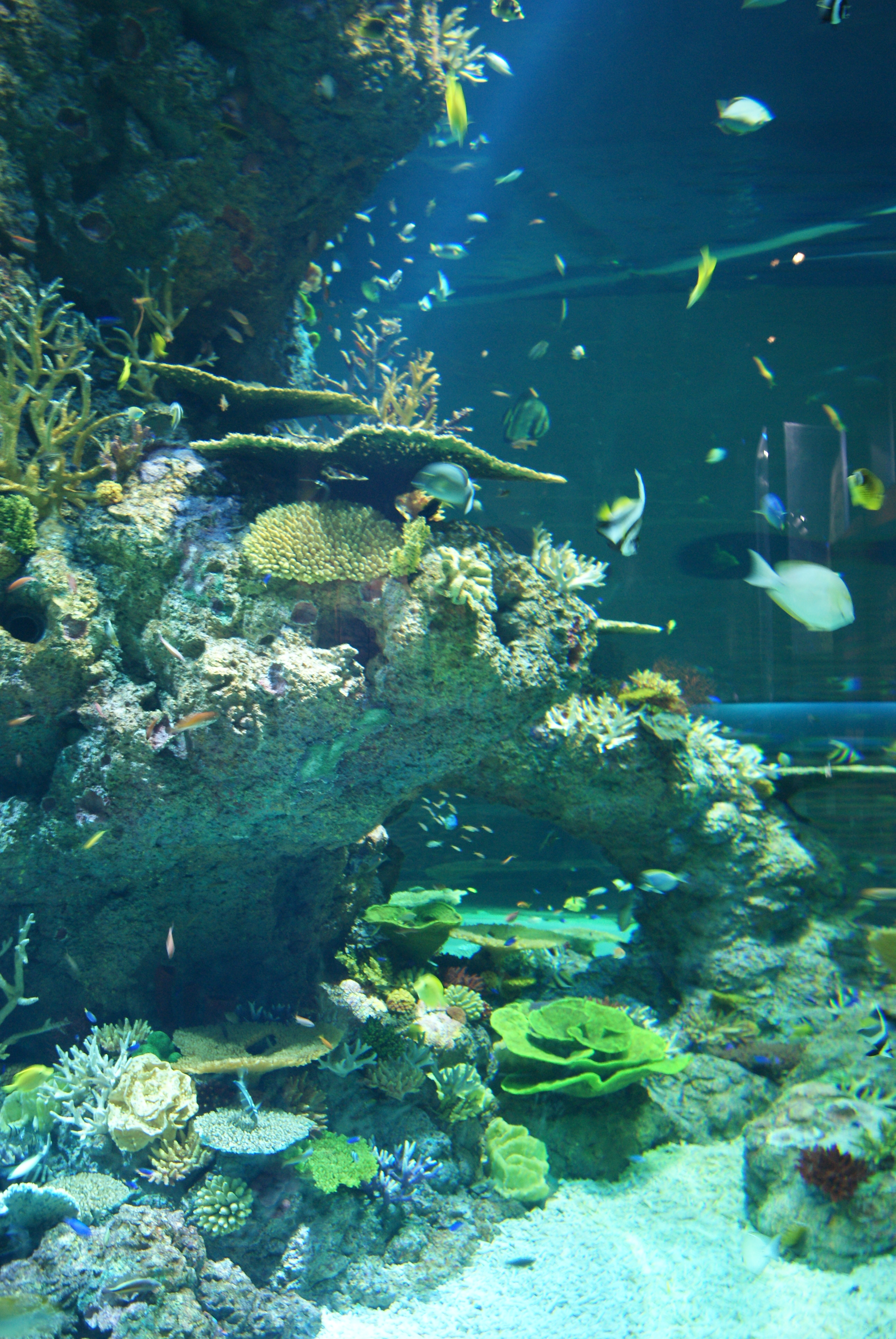
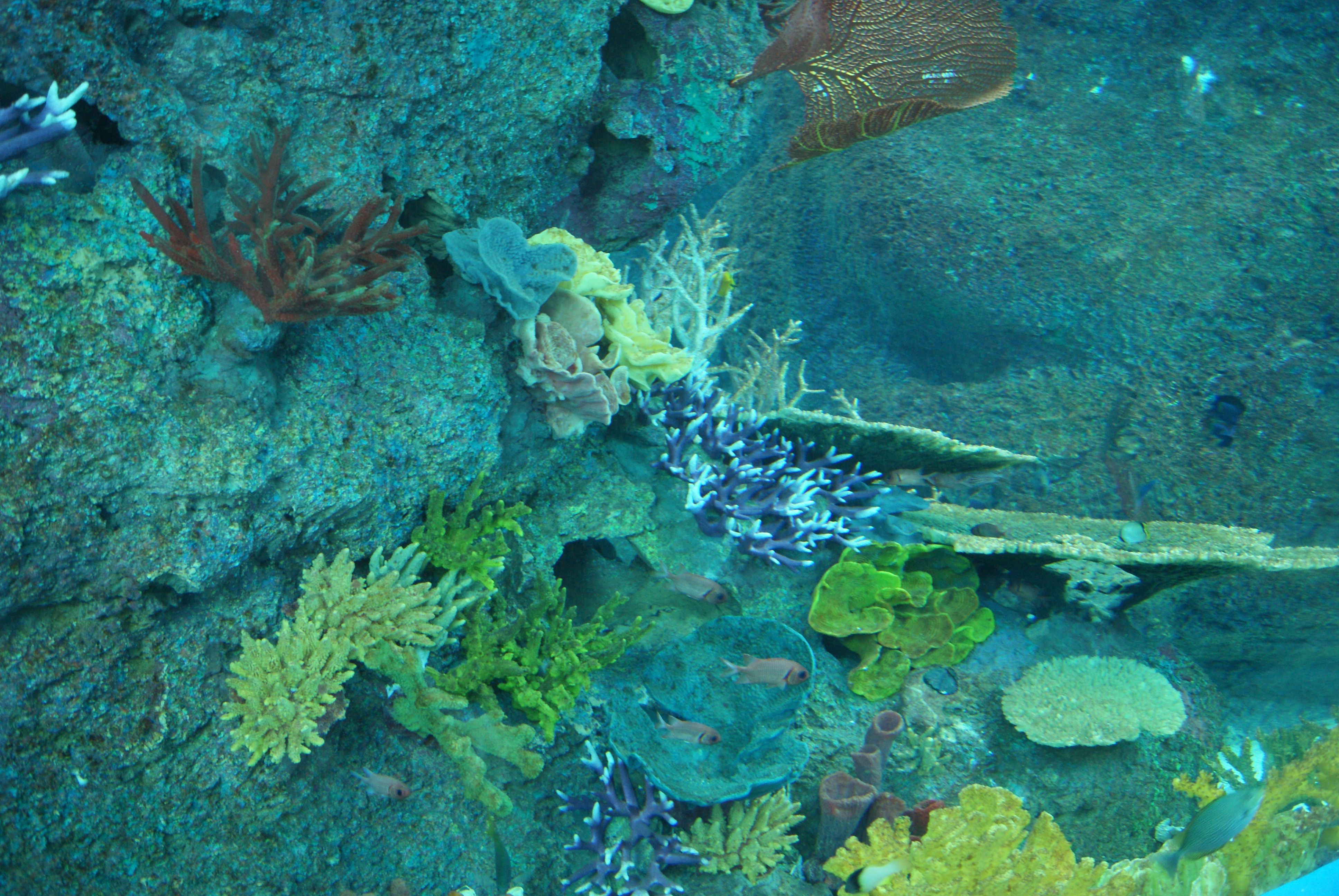
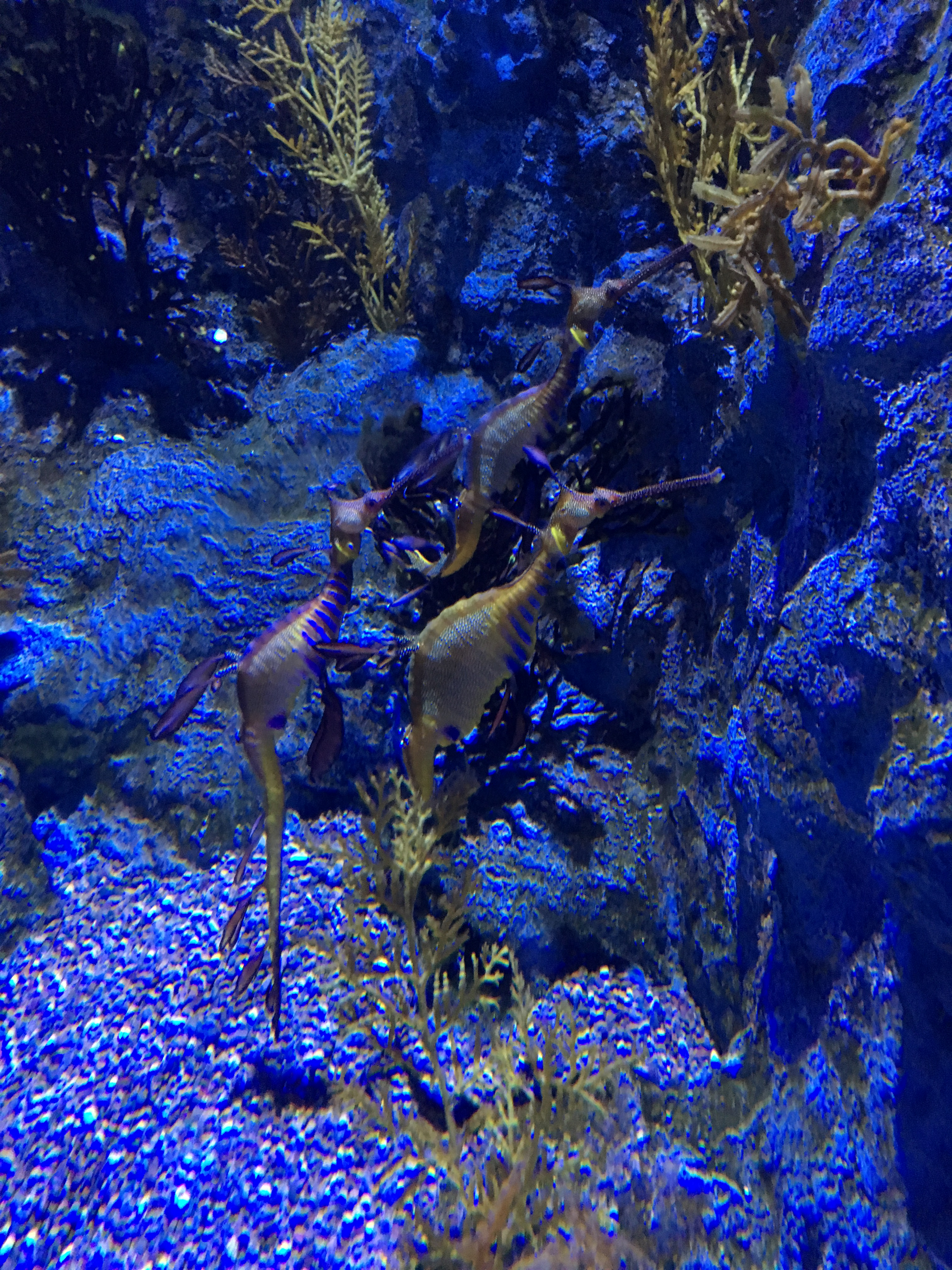
Weedy seadragon
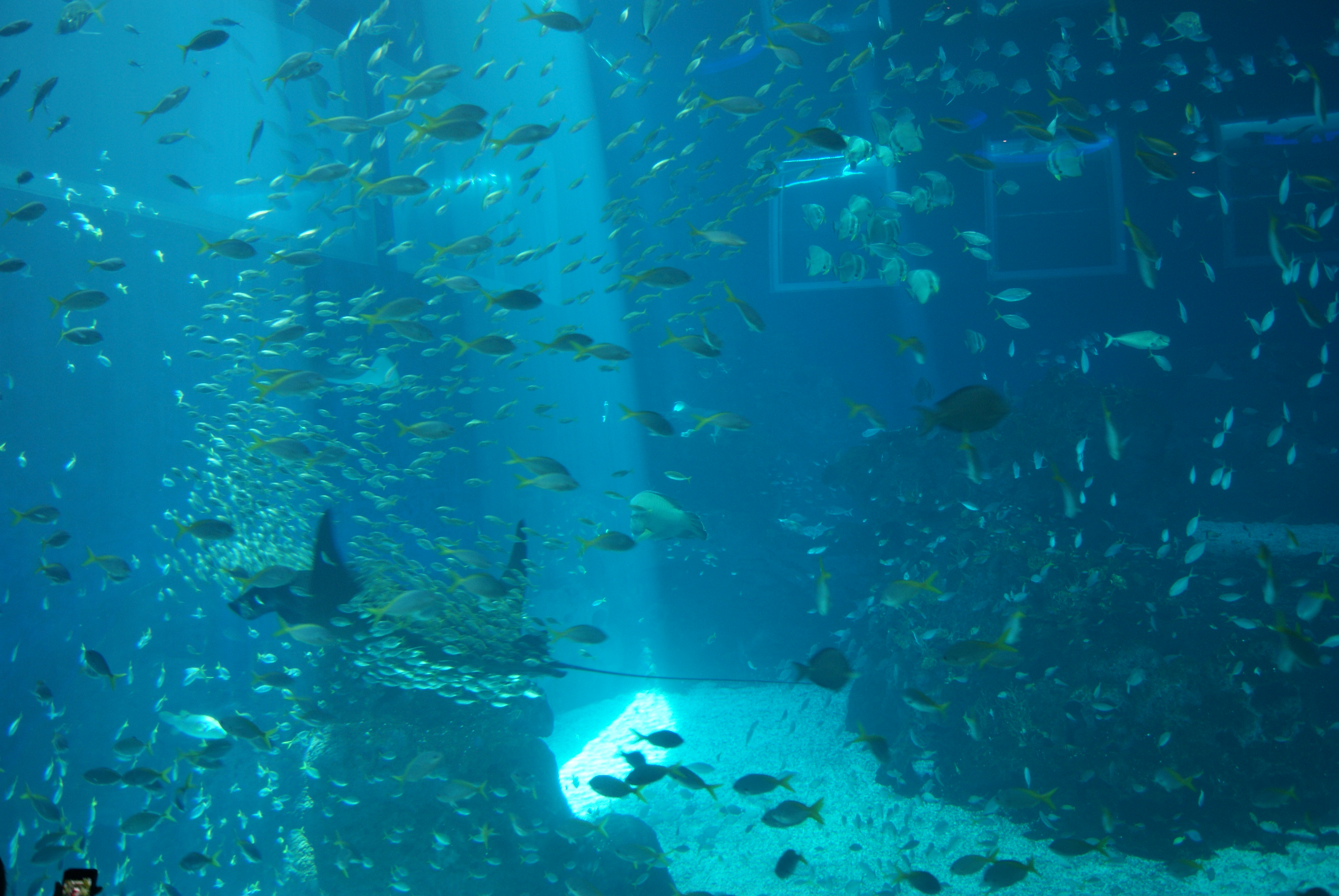
Open Ocean
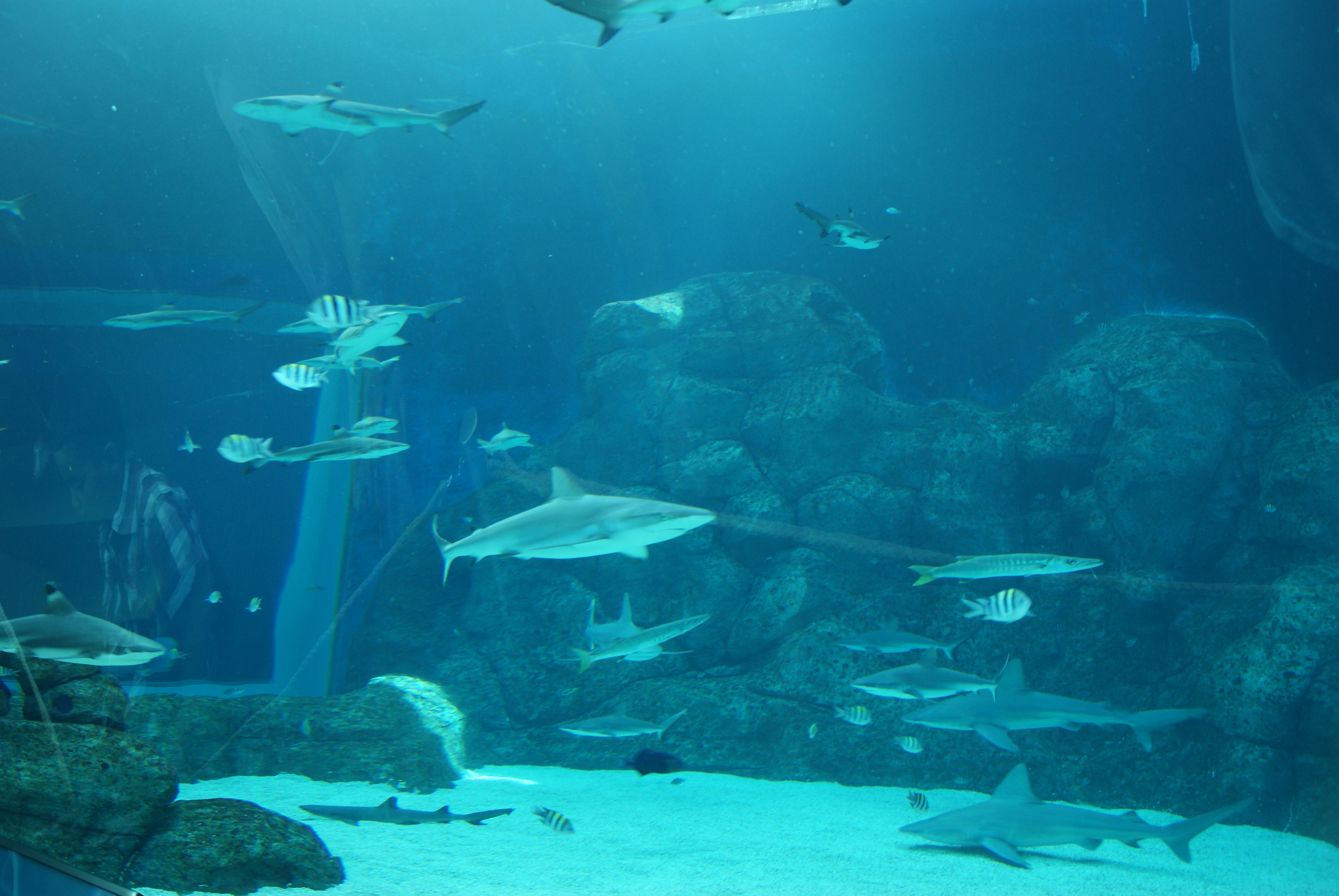
Shark Seas